# Бурхардинги
Бурхардинги (Гунфридинги) (нем. Burchardinger/Hunfridinger) — германская дворянская династия IX-X веков, происходившая из Швабии (Алемании).

## Ранняя история
Династия известна с начала IX века, когда род получил название Гунфридингеры, в X веке его называли Бурхардингеры.
Первым достоверно известным представителем рода был Гунфрид I (ум. после 835), происходивший из франкского или алеманского рода. В 807 году Карл I Великий дал ему в управление Истрийскую марку и графство Реция (в Швабии).
Его дети разделили владения — Гунфрид II (ум. после 846 года) правил в Истрии, а Адальберт I (ум. 8 января 946) — Реции. Около 836 года он упоминается также как граф в Тургау. При сыновьях Адальберта владения рода в Алемании усиливается. Удальрих был сеньором Шемиса, который унаследовала его дочь Гемма (её сын Удальрих стал родоначальником рода сеньоров фон Шамис (нем. der Herren von Schamis)). Бездетный Гунфрид III был графом Отёна и маркграфом Бургундии (ок. 858—ок. 864), но в 864 году был вынужден бежать в Италию. В 872/876 году он был графом в Цюрихгау.
Адальберт II Светлейший (ум. 8 января 900/906 года) впервые упоминается 4 сентября 854 года как граф в Альпгау. Далее он упоминается в 855—893 годах как граф в Тургау. Он оставил трёх сыновей Бурхарда I, Адальберта III и Манегольда, а также дочь Дитбиргу (Теотбергу), которая была женой Хукбальда, графа фон Диллинген (ум. в 909 году). О младшем сыне ничего неизвестно, а двое старших приобрели огромную власть в Алемании.

## Герцоги Швабии
Бурхард I (855/60—5 ноября 911) вернул маркграфство Реция, которое перешло было во владение Вельфов. После смерти короля Арнульфа во время правления малолетнего Людовик IV Дитя многие представители знати стали усиливать своё влияние в бывших племенных герцогствах. Бурхард, будучи самым могущественным феодалом в Швабии, также постарался распространить своё влияние на всю Швабию. Этому способствовала и удачная женитьба на вдове короля Саксонии и Баварии Людовика III Младшего, Лиутгарде. Уже в 909 году источники называют его в официальных документах «герцогом Алемании» (dux Alamannorum). Но после того, как в 911 году королём Германии был избран герцог Франконии Конрад I, Бурхард был обвинён в узурпировании королевского авторитета, был признан виновным в государственной измене и казнён. Его сыновья, Бурхард и Удальрих были вынуждены бежать к родственникам в Италию (жена Бурхарда, Регелинда, происходила из рода Унрошидов, бывших маркграфами Фриуля), а владения были конфискованы. Вместе с Бурхардом был казнён и его брат Адальберт III, граф в Тургау.
Но уже в 913 году Бурхард (883/4—28 апреля 926) и Удальрих (884/5—после 917) вернулись в Швабию, где объединились с пфальцграфом Швабии Эрхангером из дома Агалольфингеров. Осенью 915 года Бурхард, Эрхангер и Бертольд, брат Эрхангера, разбили армию короля Конрада и захватили в плен епископа Констанца Соломона III. В этом же году Эрхангер был провозглашён герцогом Швабии. Вскоре началась жестокая распря между королём и владетельными швабскими и баварскими князьями, сторону которых принял герцог Саксонии Генрих. В результате в 917 году Эрхангер, Бертольд и их племянник Лиуфрид были казнены по приказу короля Конрада. Несмотря на это, Конраду так и не удалось подчинить верхнюю Германию, где сохранил своё положение герцог Баварии Арнульф, а герцогом Швабии без согласия короля был признан Бурхард. Бурхард II поддержал в 919 году избрание королём своего двоюродного брата Генриха Саксонского. Но после смерти Бурхарда II в 926 году Швабия была отдана не его сыну Бурхарду, а графу Герману I фон Веттерау (ум. 948), который женился на вдове Бурхарда II — Регелинде. Только в 954 году Бурхард стал герцогом Швабии. После его смерти Бурхардингеры окончательно потеряли Швабию, которую император Оттон II отдал своему двоюродному брату Оттону.

## Последние представители рода
После смерти Бурхарда III остался сын Бурхард (ум. 13 июля 982), граф в Лисгау, а также Бурхард (ум. ок. 982), маркграф Баварской Восточной марки (955—976), сын Удальриха (брата герцога Бурхарда II), и его сын Генрих (ум. 13 июля 982), князь-епископ Аугсбурга с 973 года. После их смерти имя Бурхардингеров больше в источниках не встречается.
Также специалисты генеалогии считают, что от Бурхарда, графа в Лисгау происходит род графов фон Госек, бывших пфальцграфами в Саксонии. Кроме того, по одной из версий сыном герцога Бурхарда III был граф Дитрих (Деди) I фон Веттин, родоначальник дома Веттинов. Некоторые исследователи полагают, что одной из ветвей рода Бурхардингов мог быть род Цоллернов (Гогенцоллернов), но никакими документами это не подтверждается.

## Родословная роспись
Гунфрид I, умер после 835, маркграф Истрии в 807—835, граф Реции. Жена: Гитта
1. Гунфрид II, маркграф Истрии в 846
2. Адальберт I, умер 8 января 846, граф Реции, граф в Тургау в 836
  1. Удальрих, сеньор фон Шемис
    1. Гемма

  2. Гунфрид III (ум. после 876), граф Бона 856—863, Отёна, Шалона, Макона (858—863), маркиз Бургундии 858—863, Готии 858—864, граф Барселоны, Руссильона и Нарбонны 857/858 — 864, граф Ампурьяса, Жероны и Бесалу 857/858 — 864, граф Тулузы и Руэрга 863—864, Лиможа 862—862, граф в Цюрихгау в 872—876.
  3. Адальберт II Светлейший, умер 8 января 900/906, граф в Тургау (854—894), граф в Альпгау (854—885)
    1. Бурхард I, родился 855/860, казнён 5 ноября 911, маркграф Реции, герцог Швабии (909—911). Жена: с 882 Лиутгарда, родилась между 840 и 850, умерла 17 ноября 885, дочь Людольфа, маркграфа Остфалии
      1. Бурхард II, родился 883/884, убит 28 апреля 926, под Новарой, герцог Швабии с 917. Жена: с 904 Регилинда, родилась около 888, умерла после 959, дочь Эбергарда, графа в Зюлихгау
        1. Гиха, родилась около 905, умерла после 950. Муж: с 919/920 Вернер V, умер в 935, граф в Шпеергау
        2. Гизелла, родилась около 905, умерла 26 октября 923/925. Муж: Герман Баварский, умер после 954, граф в Филлихгау
        3. Берта, родилась около 907, умерла 2 января 961 или 966. Муж 1: с 921/922 Родольфо II, родился 880/885, умер 11 июля 937, король Верхней Бургундии (912—934), король Италии (922—926), король Арелата (934—937); Муж 2: с 12 декабря 937 Гуго, родился около 880, умер 10 апреля 947, граф д'Арль и де Вьенн (около 898—926), король Италии (926—946)
        4. Бурхард III, родился около 915, умер 11 ноября 973, герцог Швабии (954—973), граф в Тургау и в Цюрихгау. Жена 1: с после 926 Вильтруда; Жена 2: с в 954 Гедвига, родилась 940/945, умерла 26 августа 994, дочь Генриха I, герцога Баварии
          1. (1) Бернхард
          2. (1) Гедвига. Муж: Эппо фон Нилленбург, умер в 1030
          3. (1) Бурхард, погиб 13 июля 982, около Котрона, граф в Лисгау. Родоначальник графов фон Госек.
          4. (1) Вильдрута
          5. (?) Дитрих (Деди) I фон Веттин, умер около 13 июля 982, родоначальник Веттинов

      2. Удальрих, родился 884/885, умер после 917, граф в Цюрихгау в 902/914—915, граф в Тургау в 912/917
        1. Бурхард, умер около 982, маркграф Баварской Восточной марки (955—976), бургграф Регенсбурга. Жена: Сванила, родилась в 925, дочь Арнульфа Злого, герцога Баварии
          1. Генрих, убит 13 июля 982, около Котрона, епископ Аугсбурга (973—982)
          2. Виллибирга. Муж: Адальберон фон Вибах.

    2. Адальберт III, казнён в 911, граф в Тургау в 894—910, граф в Клеттгау в 901—902
    3. Дитбирга (Теотберга). Муж: Хукбальд, умер в 909, граф фон Диллинген
    4. Манегольд